# 문성희
문성희(2002년 1월 9일~)는 조선민주주의인민공화국의 유도 선수이다. 2022년 아시안 게임과 2024년 아시아 선수권 대회에서 은메달을 획득했다. 2024년 파리 하계 올림픽 개막식에서는 남자 다이빙 선수 임영명과 함께 조선민주주의인민공화국 선수단의 기수로 나섰다.